# Happy Tree Friends
『Happy Tree Friends』（ハッピーツリーフレンズ）は、Mondo Media製作によるフラッシュアニメ作品。略称は「HTF」「ハピツリ」。
作品は一見コミカルで可愛らしいが、内容は極めて残虐なスプラッターアニメである。日本ではPG-12指定だが、海外ではR15+やR18+相当のレーティングが指定されていることが多い。
本編は公式サイトにおいて公開されている他、YouTubeのMondo Mediaのチャンネルにて視聴することができる。

## 概要
この作品の特徴を簡単にまとめると、血と臓器にまみれたシュールでグロテスクなギャグアニメというものになる。一見するとかわいらしい動物達が登場するコミカルなアニメだが、最後には登場キャラクターのほぼ全員が凄惨な死に方をして終わる事がほとんどである。
一話完結形式のため、別の話に怪我や死が持ち越されることはない。映像だけを見るならばかなり残酷であるが、現実世界ではありえないような原因で死ぬなど唐突で残酷なシーンそのものがギャグになっているのに加えて、ストーリーには「棒を持って走り回ると危険」「悪い事をすれば罰が当たる」などの寓話的要素も含まれている。
各エピソードには教訓メッセージが存在し、例えば虫歯の治療から事故に発展する話の場合では「Brush after every meal!（食事の後には歯磨きをしよう）」といった具合でエンドクレジットの後に表示される。
Mondo Mediaが制作する他のアニメーションと異なり、銃は使われず、暴力描写以外のブラックユーモアやアダルトな表現も皆無である。銃を排除した理由は、理想化された世界観に合わず、銃で暴力を表現するのは簡単すぎて面白くないからと説明されている。

## 歴史

### 始まり
ある日、Mondo MediaでRhode MontijoやKenn Navarroが小さなスクラップ用紙に描いたウサギ（後にカドルスとなる）が始まりとされている。Rhodeは自分達の描いたウサギを気に入り、その後今のカドルスに少し似た黄色いウサギをポスター用紙に描いた。そして一番下に「Resistance is futile」（抵抗は役に立たず）と書いた。彼は他の人に自分のアイデアを見せるために建物の壁中にそのポスター用紙を貼り、そのアイデアはスタッフやクルーの人たちに受け入れられていった。
1999年、Mondo Mediaはこのウサギを使って何らかのショートムービーを作るチャンスを与えた。担当に当たったAubrey Ankrum、Rhode Montijo、Kenn Navarroの3人は『Banjo Frenzy』という名前のムービーを作り上げた。このムービーは恐竜（後のランピー）がバンジョーを演奏している途中に弦が切れ、それを見ていた三人の動物たち（後のカドルス、ギグルス、トゥーシー）がそれを嘲笑ったことに腹が立ち、殺害してしまうという内容のものであった。Mondo Mediaは当アニメのシリーズ化を提唱し、『Happy Tree Friends』の本格的な制作が始まった。

### 制作意図
Mondo Mediaは暴力的でグロテスクな表現を使用する理由について宝島社のインタビューで次のように答えている。
- 「トムとジェリーのトムがジェリーをぺしゃんこに押しつぶしても、ただ意味もなくおかしいと思えるように『実際にこんなことはありえない』とか『こんなこと、ばかげている』と思えるものは、ユーモアの一部になりえます。アニメだから行き過ぎると面白い」（Kenn Navarro／監督）
- 「かわいらしいキャラクターが登場して物語がスタートし、それぞれのキャラクターの個性を生かしたユーモアとジョークが満載のストーリーが展開される。『楽しかったね、はい、おしまい』。そんな感じで、とにかく楽しんでもらいたい。ただそれだけです」（Warren Graff／脚本家）
- 「暴力とは神経質になり、不快だという意味合いがあると思いますが、私たちのストーリーで使用する暴力は、ただの副産物でパンチラインのひとつに過ぎません。特にメッセージ性があるわけではなく、何かのレッスンがあるわけでもありません。ユーモアをベースに作っている私たちが、楽しくて笑っているから、視聴者たちにも楽しく笑ってもらいたい。そんな純粋なエンターテイメントです。また、私たちは大きな子どもで、決していじわるが好きな集団ではありません」（Ken Pontac／脚本家）

また監督のKenn NavarroについてKen Pontacは「ネガティブなことがあっても、必ずポジティブに捉える、いい意味でとても楽観的な人です。温厚でとても素敵な人格者ですね」「彼は小心者なんです。目玉が2つに割れた時の中身をアニメに描写するために写真のリサーチをしていましたが、吐き気を催して、リサーチが続行できなくなりました」「ストーリの源がやさしい心を持つ人にあること、それがクオリティにつながるのだと思います」と評している。

### 成功
同年12月の初公開から間も無く、Happy Tree Friendsは予期せぬ大ヒットとなりアクセス数が月に1500万回以上まで膨らんだ。2003年にはアヌシー国際アニメーション映画祭のインターネットアニメーション部門で金賞を受賞し、様々な映画祭やオズフェストなどでの大画面での上映もされるようになった。2005年には様々な国でテレビ放送もされるようになり、その後はApple PodcastsやYouTubeでの配信も開始し、それぞれ記録的な視聴回数を獲得した。

### 批判
インターネットでの評判が広まるにつれて、多くの子供達が一見して子供向けアニメと見紛う本作を誤って見てしまう事例が多発し、それに伴う批判も散見されるようになった。アメリカの著名作家であるキャサリン・エリソン氏が2005年にワシントン・ポストに寄稿した記事では、当時6歳の息子が本作を視聴しているのを目撃し、これ以上子供達の心に影響が出ることのないよう本作品を規制すべき、と主張した。
実際に政府が規制に動いたケースもある。2008年、ロシア政府の行政機関であるロスコムナゾルは、本作品を放送しようとしたテレビ局2×2に対し、暴力と残虐行為を促進し、子どもの精神的健康や道徳的発達に悪影響を及ぼすとして放送を撤回させ、2021年に正式に配給を禁止した。

### 制作停滞とその後
このような批判がありながらも人気は衰えなかったが、2009年頃より本編の制作ペースが1話あたり半年〜1年近くまで鈍化し、2014年には監督のKenn NavarroがMondo Mediaを退社したことやMondo Mediaが発表した本作の長編映画化計画にプロジェクトが移行するなどの影響を受けて本編の制作が停滞し、2014年3月に公開された「Dream Job」から「Still Alive」全5作品が新しく公開されるまで2年半以上もの空きがあったばかりか、その後6年以上にわたり新作が制作されないままとなった。
2023年9月27日に番外編であるが新作「Too Much Scream Time」が公開され、その後Mondo Mediaは2024年2月に月額3ドルのメンバーシップを開始することを発表し、2024年10月27日には『Dumb Ways to Die』とのクロスオーバーとなる番外編「Happy Train Friends」が公開されるなど、本格的な制作再開に向けた動きが進んでいる。

## 登場キャラクター

### 主要キャラクター
ミスター・ピクルス以外は全て擬人化された哺乳類であり、人間は登場しない。キャラクターの外見の特徴として、出っ歯で鼻はハート型、目は白目にパックマンの形のような黒目がついていることが挙げられるが、ランピーなどの例外も存在する。服を着ているものとそうでないものがいるが、どちらも両腰あたりにポケットがある。臓器は人間に近い形・配置になっている。
主要な登場人物のほとんどに声優があてられているが、明確なセリフはほとんどなく、笑い声や断末魔、鼻音などの効果音に似た表現が多い。そのためか過去に収録された音声を使い回すことが多く、声優交代後に制作された回のキャストが交代前のものになる場合がある。
ギャグアニメとしての特性上、キャラクターの体の耐久力は一貫しておらず、手や胴体を窓やドアに挟んだだけで切断してしまうこともあれば、時として現実の人間以上の丈夫さをも発揮することもある。死の基準も曖昧で、棒が腹部に刺さっただけで死ぬ場合もあれば、半身が捥げても苦しみつつ生き存える場合もある。大抵は他キャラクターの死亡や怪我に気付かなかったり、無視することも少なくない。
初期のエピソードではお茶会や公園で遊ぶなどといった子供がするような遊びをしていることが多かったが、エピソードが進むにつれてキャラクターの身分や職業が話によって変わるようになった。
2010年3月1日、Mondo MediaはHappy Tree Friends誕生10周年を記念して、新キャラクター追加の選挙を公式サイトにて1カ月間実施した。その結果、Lammy（ラミー）とMr.Pickels（ミスター・ピクルス）が新キャラクターとなった。
Happy Tree Friends Wiki（英語）ではそれぞれのキャラクターの死亡回数、殺害回数が明記されている。
カドルス（Cuddles）
声 - Kenn Navarro
特徴：頭頂部と尻尾にあるふわふわの毛が特徴の黄色いウサギの男の子。いつもピンク色のウサギのスリッパを履いており、サッカーや水泳をする時でも脱ぐことは無い。
このアニメの主人公だが、登場回数は3位である。楽しいことやいたずらが大好きな性格だが危機意識がなく無鉄砲で、フレイキーなどをハプニングに巻き込むこともある。ギグルスとデートをするシーンが散見されるが、ギグルスとの恋愛が主軸のエピソードは「The Carpal Tunnel Of Love」のような外伝以外存在しない。
飛行機のエンジンに吸い込まれるなど死に方も凄惨であり、生き残る話でもハンディの臓器が捨てられた飲み物を飲む、ナッティに車を盗まれる、花火の残り火が目に入り穴が空くなど酷い目に遭いやすい。
名前の由来は、「抱きしめる」という意味の単語の"cuddle"から。
ギグルス（Giggles）
声 - Dana Belben→Ellen Connell→Lori Jee→Ellen Connell
特徴：ピンク色のシマリスの女の子。頭には大きな赤いリボンをつけている。尻尾は無い。初期のOPでは額の模様と出っ歯が無い。
このアニメのヒロインで、登場回数は2位。女性であるにもかかわらずハンドミキサーで目をえぐられるなどの凄惨な死に方が多い。スプレンディドが登場する話では彼に真っ先に助けられ、その後彼のミスで死亡する事が多い。
公式サイトの説明ではシャイとされているが、劇中ではむしろランピーの環境破壊に対し積極的に行動を起こす、様々な男性キャラクターとデートをするなど、他のキャラクターに比べて行動的である描写も目立つ。
ギグルスと瓜二つの母親が一度だけ登場した。
名前の由来は、「くすくす笑う」という意味の"giggle"から。
ランピー（Lumpy）
声 - Rhode Montijo→David Winn
特徴：水色のヘラジカ。彼のみ他のキャラクターとデザインが大きく異なり、身長が非常に高く、左右で向きの違う大きな角を持ち、耳がなく、小刻みで複数の出っ歯がある。普段の声は低いが、驚くと高い声を出す。
登場回数は全キャラクターの中で最も多く、このアニメの準主人公。キャンピングカーのトレーラーハウスに住んでいる。
知能が低く、判断力も鈍い上に不器用なため度々トラブルメーカーになっている。他キャラクターの殺害回数も最も多く、悪運が強いのか自分だけ生還して物語のオチを担うケースも多い。本作品のキャラクターとしては体が強靭である。医者として登場する話では、無茶苦茶な治療法ではあるがその場で患者を死亡させたことはない。公式サイトの説明では優しいとされるが、作中の所々で自分勝手な行動が目立つ。
初期の話では体色と全く同じ色の服を着ており、裸を晒してギグルスを驚かせるシーンがある（男性器の描写はない）。
名前の由来は「鈍い」という意味の単語"lumpy"から。
トゥーシー（Toothy）
声 - Warren Graff
特徴：顔にそばかすがある藤色のビーバーの男の子。隙間がある大きな前歯が特徴。初期のOPでは頭に髪の毛が2本あった。
前述の三人に次ぐ主要キャラクター。扇風機に体を切り刻まれたり、棒つきキャンデーで目をえぐられたりと彼も凄惨な死に方をする。カドルスやスニッフルズと仲が良いシーンが目立ち、一度だけカドルスの誤解がきっかけで彼とスリングショットで石をぶつけ合い悶着になるも後に仲直りしている。歯医者としてナッティーに乱暴な治療を施し大怪我を負わせてしまうなど、カドルスと同じく無鉄砲な性分が目立つ。事実上の本作品最初の死亡キャラクターである。眼球や顔を損傷することが多く、火などによって灰になって死亡することも多い。
名前の由来は、「出っ歯」という意味の単語"toothy"から。
ナッティ（Nutty）
声 - Michael "Lippy" Lipman
特徴：黄緑色のリス。いつもアクセサリー感覚で顔にキャンディを貼り付けている。左目の瞳が黄緑色になっており、物が何でもお菓子に見えてしまう性質がある。タップダンスのように跳ねながら歩く。
甘味依存症である。その依存度は異常で、甘い物と結婚する妄想に耽ったり、舌を噛み切ってまで飴を食べようとしたり、お菓子と形の似た人工物を大怪我をしてまで食べ続けるほどである。大抵の場合それが原因となって死亡する。自身の欲求を制御できず甘いものを手にするためなら何でもするため、トラブルメーカーとなることも多い。一度だけリハビリをして甘味依存を克服したことがあるが、その際にリフティとシフティのせいでゲームに依存して一年中家に引きこもり、ゲームを求めてその二人を追いかけている間に他のキャラクターをゲーム感覚で惨殺してしまった。
名前の由来は、「気の変な」という意味の単語"nutty"から。
フリッピー（Flippy/Fliqpy）
声 - Kenn Navarro（暴走時はAubrey Ankrum）
特徴：薄い緑色のクマ。ベトナム帰還兵で、迷彩色の軍服とドッグタグを身につけている。頭にはグリーンベレー隊員のものとよく似た緑色のベレー帽を常に被っている。ピーナッツアレルギー持ち。
普段は素直で穏やかだが戦闘神経症を患っており、戦争を連想させるものを見たり聞いたりすると凶暴かつ猟奇的な人格に変貌し、目付きが悪くなり、声が低くなり、歯が鋭くなり、そして周りにいるキャラクター全員を残酷な手口で殺害してしまう。何らかの弾み（叫び声、蝶、破裂音など）で元に戻ることもあり、その際に暴走時の記憶が失われる事がほとんどだが、TVシリーズでは自身の凶暴な人格に深く悩み、カウンセリングを受けたり精神安定剤を飲むなどして克服しようとした事もある。戦時中の彼を描いた番外編が存在する。
死亡率はかなり低いが、TVシリーズ以降の作品では彼の死亡シーンが増えており、誰も殺害することなく死亡した回も存在する。暴走時の彼もまた強靭な体を持ち、手榴弾の爆発や落下するグランドピアノの直撃にも耐えるほどだが、その分死亡するときは死体が原型を留めていないことが多い。
名前の由来は、「興奮する・正気を失わせる」という意味の単語"flip"から。
フレイキー（Flaky）
声 - Nica Lorber
特徴：赤いヤマアラシ。性別は不明。頭頂部から背中にかけて髪の毛のような無数の針が生えている。針の部分にフケがついており、激しく動くと舞い散る。耳はない。
非常に気が弱く、その臆病ぶりは小鳥が近寄ってきた時や、自分の背丈よりはるかに低い積雪の上でスキーをした時におびえて叫ぶなどといった具合である。恐怖のあまり嘔吐する場合もある。だが臆病ながらも時として勇敢な行動に出て一時的に死の危機を回避したこともある。また、優しい心の持ち主であり、巣から落ちた小鳥を助けようとしたこともあった。
体の針は様々な事故を招くことが多い。死亡した後でも、その遺体は悲惨な扱いを受けることが多い。ピーナッツアレルギーを持ち、食べると体中に斑点が出て、唇が腫れ、体も風船状に膨れ上がる。
名前の由来は、「（薄片が）チラチラと舞う」、同時に「風変わりな」という意味の単語"flaky"から。
ハンディー（Handy）
声 - Warren Graff
特徴：濃いオレンジ色のビーバーの男の子。黄色いヘルメットをかぶり、腰に工具をぶら下げたベルトをしている。
腕は二の腕あたりから切断されており、包帯を巻いている。そのため何も持てないキャラクターとして描かれ、度々それに苛立ちしかめっ面になる。手先はとても器用だが、どのように作業を行っているのかは全くの謎である。
ヘルメットでガラス片などの危険物を防ぐこともあるが、助かったと安堵の表情を浮かべている矢先に無防備な胴体を危険物に切断されて死ぬことも多い。時折腕がないことにコンプレックスが見られるが、一度だけ逆に腕がないことによって一時的に危機を回避したことがある。死亡原因は大抵工事現場等での作業中の事故や、機械や乗り物が絡んだ事故がほとんど。
名前の由来は、「巧みな・器用な」という意味の単語"handy"から。
ペチュニア（Petunia）
声 - Dana Belben→Ellen Connell→Lori Jee→Ellen Connell
特徴：青いスカンクの女の子。 頭に名前の由来となったペチュニアと思しき花を付け、首には木の形をした芳香剤を掛けている。
準ヒロインだが、恐ろしく凄惨な最期を迎えることが多い。ギグルスとは仲が良く、ままごとなどをして遊んだり食事をしたりと行動を共にすることが多い。
TVシリーズでは強迫性障害を患っており、泥などの汚物を見ては過呼吸やパニックを起こし、その時にとった行動が災いし、自身や他キャラの死亡に繋がる。特に「Wishy Washy」では棚に置いてある物の向きが揃っていないだけで過呼吸が発生するほどで、紙袋を口に当てて呼吸し、必死に過呼吸を落ち着かせようとしていた。
ハンディと恋人同士になるエピソードが存在する。
ポップ（Pop）
声 - Aubrey Ankrum
特徴：薄い茶色のクマ。赤いベレー帽とガウンを身に着け、いつもパイプをくゆらせている。
息子のカブを愛するよき父親なのだが、度々危険な場面で目を離すなど不注意な性格が目立ち、そのせいでカブが思わぬ事態に巻き込まれて死んでしまったり、自らカブを殺害してしまう。その際、死体を見てもカブが死んだことに気付かない事さえある。また、カブが大怪我をした際に無理矢理な治療をして怪我を悪化させてしまったこともあった。
カブに本を読み聞かせていたり、カブのキャンディを奪ったナッティからキャンディを取り返そうとするなど、父親らしい面も見られるが、カブを救う為に乗り物を暴走させ、多数のキャラクターを殺害したこともある。
ポップが死亡した場合ほぼ必ずカブも死ぬが、シーズン4以降はカブが生き残りポップが死亡するケースが増えている。なお、妻は既に亡くなっている。
名前の由来は「とうちゃん・おじさん」という意味の単語"pop"から。
カブ（Cub）
声 - Dana Belben→Ellen Connell→Lori Jee→Ellen Connell
特徴：ポップの息子。体色はポップと同じ。プロペラが付いた小さな帽子をかぶっており、安全ピンのついたおむつを履いている。
彼が登場すると必ず父親のポップも登場するが、初期は単独で登場する話もあった。全キャラクターの中で年齢も身長も一番低い。一見無邪気な赤子だが、額をバリカンでむかれても笑っているなど、時折痛みに対する異常な耐性を見せる。また、えぐられたばかりの心臓や頭蓋骨を手にとって嬉しそうに笑ったり、血だらけのハンディに笑顔を向けるなど、赤子とはいえ常人とかけ離れた感性を持っている。死亡原因の大部分はポップや他キャラの過失によるもの。
名前の由来は「（動物の）子」という意味の単語"cub"から。
ディスコ・ベアー（Disco Bear）
声 - Peter Herrman
特徴：アフロヘアーと半開きの目が特徴の黄土色のクマ。いつも黄色いジャケットとズボンを身に着け、底の厚い靴という格好をしている。
名前の通り、いつもノリノリの陽気なダンサー。「Oh yeah」が口癖。ギグルスとペチュニアをよくナンパしているが2人からは嫌われており相手にされないことも多く、ペチュニアにキスをしようとして催涙スプレーをかけられて目が傷んだこともあるが、以降も全く懲りていない。
初期の話では、無自覚に誰かを危険物に巻き込み死傷させながら呑気にダンスを続けるというパターンが多かったが、TVシリーズでは肥満に悩みダイエットしようとジムに通った際に騒動になったり、油分の多い食事で心臓発作を起こして病院に送られたりと踊りとは関係の無い、生活習慣病に苦しむ話が多い。死亡率は高く、生きていてもランピーの都合によって鯨の心臓を移植される、増毛剤を使用した際に毛が眼球に生え、最終的には全身に毛が生えるなど、悲惨な目にあうケースも多い。
育毛剤を1度に大量買いしたり、豪華な家や潜水艦を持っていたりと、お金持ちのようである。
マイム（Mime）
声 - Sarah Castleblanco
特徴：白いメイクをした紫色のシカ。縞模様の衣装とメイクはパントマイムのイメージであるため一言もしゃべらないが、声にならないうめき声をあげることがある。
電話をする時やドライブスルーでの注文対応の時ですら喋らずにパントマイムで伝えようとするため、マイム自身を見られない相手側には何も伝わらない他、健常な相手と面と向かう時ですら意思疎通ができない事もある。家に家具は一切置いておらず、全てパントマイムで代用して暮らしている。パントマイム以外にもジャグリングやバルーンアートといった曲芸に長けており、手先がかなり器用。よく一輪車に乗って芸を披露しては散々なトラブルに巻き込まれている。
大抵は全身や頭部を裂かれると言った凄惨な最期を迎えるが、トラブルメーカーとなった上で生き残るケースもある。
名前の由来は、「パントマイム（pantomime）」から。
スプレンディド（Splendid）
声 - Rhode Montijo→David Winn
特徴：スーパーヒーローの青いモモンガ。赤いバンダナを目に巻いている。普段は崖の頂上にあるドングリの家で裁縫や料理をしているが、叫び声を聞くと空を飛んで駆けつける。目からビームを放つことができる。
彼が誰かを助けようとすると必ず周りに被害を及ぼし、結果的にエピソード内のほとんどのキャラクターを確実に殺傷する。大抵彼自身は助けたつもりになっているが、殺害したことに気づいて逃げ出したり無理やりごまかすこともある。
全キャラクターの中で最も頑丈な身体を持ち、死亡回数は主要キャラクターの中で最も少ないが、クリプトナッツという彼の弱点である宝石が存在し、それによって顔の皮膚が剥がれて激しく嘔吐し、最終的に頬が爆発して死亡したことがある。
彼を主人公にした番外編ストーリー「Splendid's SSSSSuper Squad」では赤いモモンガの"Splendont（スプレンドント）"が登場し、スプレンディドと互角に戦った。
名前の由来は、「素敵な・贅沢な」という意味の単語"splendid"から。
ラッセル（Russell）
声 - Jeff Biancalana→Francis Carr
特徴：薄い水色のラッコ。常に海賊帽をかぶり、両足は義足、右手はフック、右目に眼帯を装着しているという典型的な海賊の格好をしている。耳はなく、頬に3対の洞毛が生えている。よく「イヨーア!」と特徴的な声を出す。
略奪等の海賊らしい行為の描写は一切ないが、主役を務める作品の舞台の多くが海であり、大抵は海に関わる職業（船夫など）をしている。よく釣りをしており、潜水も出来る。ムール貝が好物。片手がフックであるにもかかわらずギターを演奏するなど手先が器用で、なぜか家には多種多様な靴がある。
基本温厚な性格だが、他キャラクターの死亡や自身の命の危機を目の当たりにした際に正気を失い、発狂したことがある。海の生物に食い殺されたり、乗り物の事故に巻き込まれて死亡するケースが多い。
名前の由来は、実在する男性の名前"Russell"から。
ザ・モール（The Mole）
声 - 無し
特徴：紫がかったピンク色のモグラ。彼だけ名前に"The 〜"という冠詞がつく。一般的なモグラ同様盲目で、いつも盲人用の白い杖を持っている。サングラスと口元まで覆った濃い紫色の服を着ており、素顔は一切不明である。耳は聴こえるも一言も声を出したことが無い。なぜか盲目では不可能な仕事（カメラマン、医者など）をしていることが多く、テレビを見ていたり車も運転するなど、矛盾の多いキャラクターである。
目が見えないゆえにトラブルメーカーになりやすく、本人の気付かないうちに銛でキャラクターの足や心臓を突き刺したり、注射器で相手を激しく傷つけるなど他のキャラクターを殺傷することが多いが、自身が生き残る割合は高い。また、死傷したキャラクターの体の一部を道具として用いたり、食べ物と勘違いして食べても気付かないなど、盲目であることとは別に非常に鈍感である様子。
口元にあるほくろは、モグラとホクロをかけたしゃれである（共に英語で"mole"）。番外編の「Mole In The City」ではホクロが時限爆弾という設定だった。
リフティ・シフティ（Lifty・Shifty）
声 - Mark Giambruno→Kenn Navarro
特徴： 深緑色の双子のアライグマ。帽子をかぶっている方が兄のシフティで、もう一人が弟のリフティ。シフティが帽子を取ると全く見分けがつかないほど同じ顔をしている。
「イーッヒヒヒヒ」と狡猾な笑い方をする。どちらかが単独で登場したことはなく、OPのキャラクター紹介でも二人同時に登場する。兄弟共に非常にがめつく様々な悪事を考えるが、踏み切りで口げんかをしてそのまま列車にひかれたり、相棒の危機よりも海賊の宝を選んで見捨てたりと兄弟仲は良くない。
彼らが登場する話のほとんどが勧善懲悪型で、悪事を働き一時はおいしい思いをするが、最後はほとんど死亡して終わる。そのため死亡率は全キャラで二人揃って一番高く、ほぼ同時に近いタイミングで死亡する。登場するとほとんどの場合盗難、時に殺傷行為もするが、普通に商売をすることもある。
名前の由来は、Liftyが「盗む」という意味の単語"lift"から、Shiftyは「策略家・ずるい」という意味の単語"shifty"から。
スニッフルズ（Sniffles）
声 - Liz Stuart
特徴： 水色のアリクイ。いつも眼鏡をかけており、胸ポケットには3本の色ペンが入っている。眼鏡には修理の跡と思われるテープを巻いた部分がある。
とても知的なキャラであり、医師や発明家として登場することが多い。紙飛行機型のラジコンやロケット、さらにはドラム式洗濯機を改造したタイムマシンを設計するなど本作で最も優秀であるが、その発明は大抵自身や他キャラクターを死に至らしめる。他のキャラクターが目の前で死んでも平然としているなど冷たい面もある一方、タイムマシンで何度も仲間を助けようとしたこともある。
アリが大好物で後述するアリの家族を狙っているが、食べようとすると必ずアリの家族による残忍な逆襲に遭い、内臓を破壊されるなどして殺害されてしまう。タイムマシンの回ではアリと共存しているスニッフルズの先祖が登場し、スニッフルズがその時代のアリを食べる様子を見て初めてアリを捕食することを覚えたようである。
名前の由来は、「鼻をすする」という意味の単語"sniffle"から。
クロ・マーモット（Cro-Marmot）
声 - 無し
特徴：緑色のマーモット。棍棒と豹柄の腰布を身にまとった原始人の格好で、目は茶色の長い髪に隠れており一度も披露されたことがない。棍棒を含む全身が常に氷（直方体）漬けで、声を出すことはおろか表情も一切変えない。
分厚い氷に身を包んでいるためトラブルに巻き込まれても滅多に死なない。その姿からして動くことさえ不可能なはずだがなぜか何でも上手にこなせる器用人で、雪玉を投げたり、ギターの演奏、車の運転ができる。
DVDの特典映像『Dino-Sore Days』で、氷漬けでない彼の活躍と唯一の画面上での死亡シーンが見られる。
登場回数こそ少ないが、登場する話では雪の斜面を滑ってペチュニアやランピーを轢き殺すなど下手をすれば殺人器具と化す危険性も持っている。彼を覆っている氷は特殊なのか、サーフィン対決の際に海に落ちたときでは海を丸ごと凍らせたり、リフティとシフティの部屋にいた時はその部屋の温度を氷点下にまで下げ、ガスバーナーの火すら凍りつかせた。
名前の由来は、クロマニョン人（Cro-Magnon）とマーモット（marmot）から。
ラミー（Lammy）
声 - Renee T. Mac Donald
特徴： 薄紫色の子羊の女の子。カドルス同様、頭頂部に毛の塊があり、白いセーターを着ている。18万以上の投票のあった人気投票で1位を獲得し、2010年4月16日の「A Bit of a Pickle」で初登場した新キャラクター。同じく新キャラクターであるミスター・ピクルスとは常に一緒にいる。羊の鳴き声（英語で「baa」）に似た声を出す。
本人は優しく陽気な性格だが、一緒にいるミスター・ピクルスが悪意ある行為を起こすとそれを止めようと必死になり、それが災いして結果的に多くのキャラクターを自らの手で殺害してしまう。初登場回でもそうした行動が尽く裏目に出て全て彼女の責任となってしまい、ランピーに逮捕され刑務所に収容される不憫な目に遭うも、刑務所でミスター・ピクルスと再会した時は大喜びしていた。その後はミスター・ピクルスが関わらない作品でも自身のミスなどで死亡することが多くなっている。
名前の由来は、「子羊」という意味の単語"lamb"から。
ミスター・ピクルス（Mr.Pickels）
声 - 無し
特徴：動物でない唯一のキャラクターで、生きて動くきゅうりピクルス。ラミーのイマジナリーフレンド。「A Bit of Pickle」で初登場。名前の「ミスター」が示す通り、シルクハットをかぶりカールしたヒゲを生やしており見た目は紳士のようである。しかし表情一つ変えずに他のキャラクターを殺害したり、キャラクターが大事にしている人形を壊すなど性格は非常に腹黒く、覚醒後のフリッピーと並んで最も暴力的なキャラクターの一人であるといえる。ラミーから見ると彼が生きているように見えるが、他のキャラクターからはただのピクルス（全く動かず、シルクハットなども消えている）にしか見えない。
彼が誰かを殺害するタイミングに必ずラミーが居合わせていることと、彼がイマジナリーフレンドであることを考えると、ミスター・ピクルスはラミーの凶暴な人格が視覚化されたものという見方もできる。

### その他のキャラクター
名も無き住人達（Generic Tree Friends）
背景に登場する、いわゆるモブキャラクター。色々な姿で登場するが、クマの姿で登場することが多い。巻き込まれて殺害されることが多いが、主要キャラクターを殺害することもある。1度のみFatkatのマスコットである青色の猫が登場した他、シーズン4ではファンから募集したオリジナルキャラクターが3度登場している。
呪いの人型像（Cursed Idol）
体育座りをした金色の像。これを所持するキャラクター、あるいは近くにいるキャラは必ずあり得ない不幸に見舞われ死亡する。これがメインの話では独自のBGMと共に人形のアップで終了するため、作中随一のホラー要素である。「Wrath Of Con」ではクロ・マーモットが同じ形の商品を大量に売っていた他、川に捨てられたゴミに紛れていたりすることもあり、そうした背景扱いの時は危害を加えない場合もある。
「Idol Curiosity」では遺跡に置かれており、スニッフルズに持ち去られるものの突如現れた地割れがスニッフルズを執拗に追跡し、最終的に殺害した。
トラッフルズ（Truffles）
薄い藍色のイノシシ。2010年3月に実施された、新キャラクターを決める選挙の候補だったがラミーに敗れた。眠そうな目つき、下顎から1本飛び出している牙、頭頂部のブタの尾のような毛が特徴。水兵のような帽子と服装を身に付けている。
ラミーが初めて主役を務めた作品でモブキャラとして一瞬だけ登場して以降、「物語の隅で一瞬だけ登場する」というキャラが定着し、結果的に主要キャラクターではないにもかかわらずラミーよりも登場回数が多い。例に漏れず、他のメインキャラと共に隅で死亡していることがある。
名前の由来はトリュフ。

### 擬人化されていないキャラクター
主に主要キャラクターと直接関わるものを列挙する。大抵は主要キャラクターを殺傷するものが多く、死亡するときも残酷な死に方をする場合もある。
アリ
声 - Kenn Navarro, Warren Graff, Ken Pontac
半分擬人化しているアリの家族。母、息子、娘、赤子の4人組。｢アー、アー」としかしゃべらない。度々スニッフルズに食べられそうになるが（特に赤子）、人間以上の頭脳の持ち主であり多種の近代兵器を常備しスニッフルズへ報復、様々な拷問で苦しめて確実に殺害する。父は既に亡くなっている。
牛
普通の乳牛として登場する回もあれば最初からゲッソリと痩せている姿で登場する回もある。温厚で特に危害を加えることはないが、主要キャラの起こすトラブルに度々巻き込まれる。
鳥
様々な容姿や体色の鳥が登場する。
緑色のカナリアのような小鳥はペチュニアとハンディの手術の縫合を啄んで開いていき、黒みがかった紫色の鳩のような鳥はランピーの脳みそを巣にするなど、キャラクターの殺害に関わることもある。
ヒヨコ
「From A to zoo」で、群れの一部がランピーに踏み潰されたりフレイキーの針で串刺しにされて死ぬなど被害に遭う。「Toothy's Easter Smoochie」にも登場した。
キツツキ
「Eye Candy」に登場。トゥーシーの眼球をつついた。「Hide and Seek」ではフリッピーに真っ先に殺された。
トナカイ
「Reindeer Kringle」に登場。ゲッソリと痩せているがキックの威力は強烈で、近付いたペチュニアを蹴り殺した。
猫
様々なエピソードに登場する。
「Tongue Twister Trouble」では、アリにカゴから出され、スニッフルズの舌を引き裂き、引き裂かれた舌の一部をクッション代わりにした。
「Junk in the Trunk」ではトラックから飛び出し、ランピーの顔を何度も引っ掻く。
「Who’s to Flame?」では木に登って降りれなくなったところをカドルスに助け出された。
「Something Fishy」ではギグルスのペットとして登場。
熊（グリズリー）
「Take a Hike」にて登場。フリッピーらと違い、正真正銘の熊。かなり大柄だが動作は素早い。ナッティーが顔についたハチミツをふき取る際、その体毛をはぎ取ったことが原因で怒り出し、ナッティーを斬殺したあと、ランピーを食い殺した。
ペンギン
「Double Whammy」にてフリッピーの夢の中に登場したペンギン。フリッピーに紅茶を与えようとした瞬間、惨殺された。
ヤギ
マイムが主役の「Mime to Five」に登場。後述のアヒルの餌としてランピーから与えられ、食い殺された。
アヒル
「Mime to Five」に登場。獰猛な性格で鋭い歯が目立ち、他キャラの血を浴びたサーカス団長のランピーを食い殺し、観客にも襲い掛かった。
「The Way You Make Me Wheel」では親子4羽が登場した。
カモメ
海を舞台とするエピソードに登場。愛くるしい鳴き声とは裏腹に、死体やその肉片を発見すると猛スピードでたかってくる。
ハゲワシ
「Just Desert」に登場。オアシスの幻を見ていたランピーに襲い掛かった。「Pet Peeve」にも登場し、このエピソードでもランピーに襲い掛かった。
鷲
「Take a Hike」に登場した紺色の鷲。フレイキーに巣を壊され、フレイキーを殺害、その死骸を新しい巣にした。
象
「Junk in the Trunk」にてランピーが飼っていた象。無垢な性格で悪気はないのだが、その巨体と重量からあちこちで事故を起こす。
クジラ
声 - W.Kamau Bell
「Get Whale soon!」に登場。巨大な口でラッセルとランピーを飲み込んだ。「Water You Wading For」では何故か池に生息しており、カドルスを押し潰す。スプレンディドとスプレンドントの戦いに登場した際は武器に利用され、「Change of Heart」では登場した時点でハンディ共々死んでおり、心臓をディスコ・ベアーに移植された。
シャチ
「Snow Place to Go」にて、氷山の海底にいたシャチ。クジラの次に巨大な生物で、ラッセルを食い殺した。
サメ
「Happy trails」など、海が関係する話に時々登場。もちろん凶暴で、キャラクターを食べることが多い。ヒレしか確認できないものもいれば、水面から顔を出してキャラクターを食す場合もある。フレイキーの頭にありつけようとしたカモメを背後から襲い喰い殺したこともある。
アシカ
「Water You Wading For」に2匹で登場。池に生息し、カドルスを飛ばして遊んでいた。
ワニ
「Water You Wading For」に登場。上記のアシカに遊ばれた後のカドルスを飲み込んだ。
亀（カミツキガメ）
「Letter Late Than Ever」に登場。かなり獰猛であり、郵便配達員のランピーに頭部を触られて怒り出し行く先々で襲い掛かり、最終的にランピーを食い殺した。「Junk in the Trunk」では、この亀とよく似た亀をトゥーシーが飼っていたが、こちらは大人しかった。また、「Blast from the Past」ではこの亀の祖先と思われる殻がない生物が登場したが、登場してすぐにタイムマシンで押し潰された。
犬
「Doggone It」にてペットショップでポップとカブが飼った犬。普段は大人しいが、口笛やホイッスルなどの高音域の音に反応して凶暴な性格になる。「Chore Loser」にもそっくりな犬が登場したが、こちらは、撫でると凶暴化する。
これらとそっくりな犬が「Sight for Sore Eyes」にてザ・モールの盲導犬として登場したが凶暴化はしない。
巨大イカ
「Doggone It」の序盤に登場し、多くのキャラクター達を襲うもランピーによって退治される。「You're Kraken Me up」では、ラッセルが投げ込んだ錨にぶつかって襲い掛かり、ギグルスとカブを殺害した後2人になりすました。
クラゲ
「Happy trails」に登場。魚を捕獲したギグルスの足を刺した。ギグルスは足が酷く腫れてしまい、結果的に死亡する。
マントヒヒ
ランピーたちが動物園を訪れるエピソード「From A to Zoo」に登場。普段は大人しいが、カメラのフラッシュに過敏に反応し、近辺のキャラクターを絞め殺すまで暴走し、殺害したスニッフルズに成り済ましてバスに乗車し事故を起こさせた。
悪魔
「Read'Em and Weep」にてポップがガレージセールで1セントで購入した、いかにも怖そうな本から出現した悪魔。カブに乗り移り、首が真後ろまで回転したり、口から気味の悪い緑色の液体を吐き出した。本体は不明確であるが、タコの足のような触手で獲物を捕らえ、ペチュニアを無理やり排水口から引き上げて食した。最終的に神父のランピーに退治されたかに見えたが、今度はランピーに乗り移っていた。
宇宙人
「Peas in a Pod」にて登場した宇宙生命体。農業を営んでいたランピーが小惑星の破片から出てきた宇宙人の卵を植物の種子と間違えて植えた所、ランピーそっくりの容姿で誕生した。体色は緑色、頭にはアンテナのような物がある。体が破損すると（潰された場合を除き）ヒトデのように分裂し、それぞれがたちまち元の大きさに成長する。ランピーの命令には従順だが力加減がなく、そして言われた命令は制御できず、無差別に周囲のキャラクターを襲い始めた。生命力は非常に高く、有毒な薬品を浴びても一時的に眠るだけである。
魚（ピラニア）
「Something Fishy」などに登場。大食いで凶暴であり、ペットの発表会に参加していたギグルスとペチュニア、飼い主のラッセルをも食い殺した。
コブラ
「Take a Hike」に登場。トゥーシーがロープと間違えて杭に巻きつけたことが原因で襲い掛かり、毒によってトゥーシーの腕と（ランピーのミスで）カドルスの眼球を激しく腫れさせた。
花
「Idol Curiosity」にてスニッフルズ達が探検した島に登場。動物を餌にする凶暴な花で、フレイキーを喰い殺した。
チョウチンアンコウ
「Sea of Love」に登場し、イソギンチャクに似た小さいアンコウ。ギグルスとデートをしていたラッセルを食い殺した後、ギグルスの顔の皮を食い破った。
スライム
「Pet Peeve」に登場。スニッフルズが実験をした際に誕生した。体液は触れたものを溶かしてしまい、石橋でも溶かすことができる。何故かランピーに興味を示しており、纏わりついたことで足を溶かした。

## Ka-Pow!
2003年に本作のスピンオフである「Buddhist Monkey」が公開され、2008年から番外編「W.A.R Journal」「Splendid's SSSSSuper Squad」「Mole In The City」が順次公開された。これらはまとめてKa-Pow! (カ・パウ!) と呼ばれる。

### W.A.R Journal
フリッピーのベトナム戦争でのストーリー。彼が戦闘神経症を患うきっかけとなった戦場での出来事を描く。
トラ将軍（Tiger General）
世界征服を目論む青いトラの将軍。左腕がはさみのような義手を付けており、フリッピーに腸をえぐられながらもフリッピーと同等の生命力と戦闘能力を見せた。凶暴化したフリッピーと戦い、フリッピーの両手を切断したが、崖からフリッピー共々落下し、丸太で圧殺された後にピザにされた。
敵兵
トラ将軍の部下。スネイキーやマウス・カ・ブームに1人ずつ惨殺され、その後凶暴化したフリッピーに皆殺しにされた。
スニーキー（sneaky）
フリッピーの部下のカメレオン。体を透明にして相手の死角に忍び込み暗殺するのを得意とするが、フリッピーの投げた刃物が突き刺さり死亡。
マウス・カ・ブーム（Mouse Ka-Boom）
フリッピーの部下のネズミ。背丈より大きいリュックを背負っており、中には大量の爆弾が詰め込まれている。爆弾を使って将軍の部下と戦ったが、フリッピーがスニーキーに刺さった刃物を抜いた時に刃物が当たってしまい、こちらもフリッピーのミスで死亡した。

### Splendid's SSSSSuper Squad
スーパーマンのパロディ。主人公のスプレンディドが、スプレンディドと全く反対の思想を持つ、すなわち悪である「Splendont (スプレンドント) 」と闘う話。
スプレンドント（Splendont）
声 - David Winn
赤いモモンガのヒーロー。青いバンダナを目に巻いている。最初はスプレンディドから和平を組もうと促されるも承諾せず、争いを誘発するきっかけとなり敵対して互角に戦う。結果的にスプレンディドを倒したが、民間人も巻き込んだ事に気付き宇宙に逃げて行った。
スプレンディドの仲間達
スプレンディドが腕に着けているボタンを押して助けを呼んだ4匹の仲間。
- 狐 ピンクの服とアイマスクを着用｡手を大きくすることができる。
- 紫の蜘蛛 髪にピンクのリボンをつけていて、手から蜘蛛の糸を出せる｡
- ロボット 体は黄色で頭部はカプセル状になっており、帽子をかぶっている。
- クラゲ ピンクの入れ物に入っている。

### Buddhist Monkey
ブディストモンキー（Buddhist Monkey）
声 - Jeff Biancalana
主人公をつとめる山吹色の猿。名前は"Buddhist Monk"（仏教僧）と"Monkey"（猿）を掛けたシャレ。その通り仏教徒を思わせる姿で、カンフーの使い手。神通力を扱うこともでき、遠くのものを動かしたり、触れずして相手を切り裂くこともできる。謎の忍者組織に狙われており、時折送り込まれる刺客と日夜死闘を繰り広げている。彼自身は平和主義的な性格であり争いを好まないが、忍者軍隊が自分が大切にしているものを壊すと、それに怒り凶暴化する。趣味は庭の手入れと読書。高い所から落下しても、壁に叩きつけられても、殴られても軽傷で済み、耐久性、戦闘面においてはかなり高く、死亡したこともない。本編には登場していない。
師匠
ブディストモンキーの師匠のオランウータン。既に故人であり、回想シーンにのみ登場する。
闇陰の王
ブディストモンキーの主敵。中国の龍のような姿をしている。
忍者
闇陰の王の命令を受けて、日本から送られている特別隊。ブディストモンキーを迫害・死に追いやろうとするが、その都度ブディストモンキーの戦闘攻撃で死亡する。任務を失敗したせいで闇陰の王に殺された事もある。
チャーシュー
ブディストモンキーの元に送り込まれた豚の忍者。頭に乗せた蒸籠に巨大なカニを飼っており、手足のように動かすことができる。多彩な技でブディストモンキーを苦しめたが、最終的に彼が繰り出した火遁の術で敗死。その頭のカニは、パンダの食材となった。
パンダママ
白いパンダ。背中に赤ちゃんを背負っている。戦闘に巻きこまれる場合はあるが、脇役なので危害を加えたことや、死亡したことはない。
子パンダ
パンダママの子供。いつもおしゃぶりをくわえている。

### Mole In The City
ザ・モールがスパイとして活躍する話。機密情報を記録したカメラの入ったブリーフケースを巡って刑事のザ・ラットと戦う。
ザ・ラット（The rat）
黒いネズミの刑事。半身を捥ぎながらザ・モールの持つブリーフケースを追跡したが、ザ・モールの時限爆弾で爆死。
ゾウ
風船売りをする灰色のゾウ。ザ・モールが割ったガラスの破片が直撃し、体を千切りにされ死亡。
子ブタ
風船売りのゾウの死を目の当たりにして泣いているところにザ・モールに風船を手渡され、体が空高く浮かんでしまう。

## エピソード一覧
シーズン1
エピソード: 27
放送期間: 1999年〜2001年
シーズン2
エピソード: 27
放送期間: 2002年〜2005年
シーズン3
エピソード: 25
放送期間: 2007年〜2013年
シーズン4
エピソード: 9
放送期間: 2013年〜2014年
Still Alive
エピソード: 5
放送期間: 2016年

## TVシリーズ
アメリカのG4 TVで2006年に放送され、現在はMondo MediaのYouTubeチャンネルにて（「Wishy Washy」の後半パートを除き）全話が公開されている。
全13話。各話3作品、それぞれ6 - 7分程度で放送される。
TVシリーズでは暴力描写が一段と過激なものになっており、一部キャラクターの性格が誇張されている（ナッティの甘味依存、ペチュニアの潔癖症など）。

## DVD
本作はDVD化されており、初期から順番に、First Blood, Second Serving, Third Strike, Winter Break...と続いていく。これらのDVDにはインターネットでは公開されていない特典映像も含まれている。発売元 タキ・コーポレーション/アニプレックス、販売元 東宝。
宝島社からもTVシリーズや特典映像を収録したDVDブック『HAPPY TREE FRIENDS ～みんな大流血★編～』（2012年12月刊行）と『HAPPY TREE FRIENDS ～いつも大パニック☆編～』（2014年7月刊行）が発売されている。

## プロモーションビデオ
2007年2月、HTFはアメリカのロックバンド「フォール・アウト・ボーイ」の楽曲「The Carpal Tunnel of Love」のプロモーションビデオを手がけている。
カドルス、ギグルス、ランピー、トゥーシー、ナッティー、ザ・モール、そしてバンドメンバーをモデルにした4人のクマが登場。暴力描写は本編と遜色なく、最終的に全員が死亡する。
2014年2月、HTFとコラボしたアメリカのロックバンド「カービー・クラックル」の楽曲「Unlucky」のPVが公開された。内容は本作の映像やカドルスの着ぐるみの映像をバックに曲の歌詞が流れるというもので、曲自体も本作のエピソードを基にした歌詞となっている。

## ゲーム
過去に公式サイトにあったフラッシュゲームやiOSアプリも含めて数多くのゲームが存在しているが、ここでは代表的なものを挙げる。

### Happy Tree Friends: False Alarm
Stainless Gamesが開発を担当しセガから発売されたXbox 360およびWindows用の3Dアクションパズルゲーム。ランピーを含む8匹のキャラクターが登場し、ランピーを操作して勝手に動く5匹のキャラクター達をゴールまで誘導するという、レミングスを彷彿とさせるゲーム内容となっている。キャラクターが随所にある危険なトラップに触れると血や肉片が飛び散るなどアニメ同様残酷な死に方をする。

### Happy Tree Friends: Slap Happy
2009年8月30日に配信が開始されたiOS用のAppゲーム。指でスワイプするなどして画面内のカドルスにちょっかいをかけるゲームだが、操作を激しく行ったり道具を使ったりすると殺害する事もできる。

### Happy Tree Friends: DEADEYE DERBY
エピソード「Camp Pokeneyeout」の公開と同時に配信されたAppゲーム。スリングショットを使い対戦相手を撃ち落とすマルチプレイシューティングゲーム。

### クレイジーペットショー：ハッピー・ツリー・フレンズ・エディション
2023年9月27日に新作エピソード「Too Much Scream Time」と同時に公開された、2Dアクションゲーム『クレイジーペットショー』とのコラボレーションコンテンツ。

## スタッフ

### スタッフ一覧

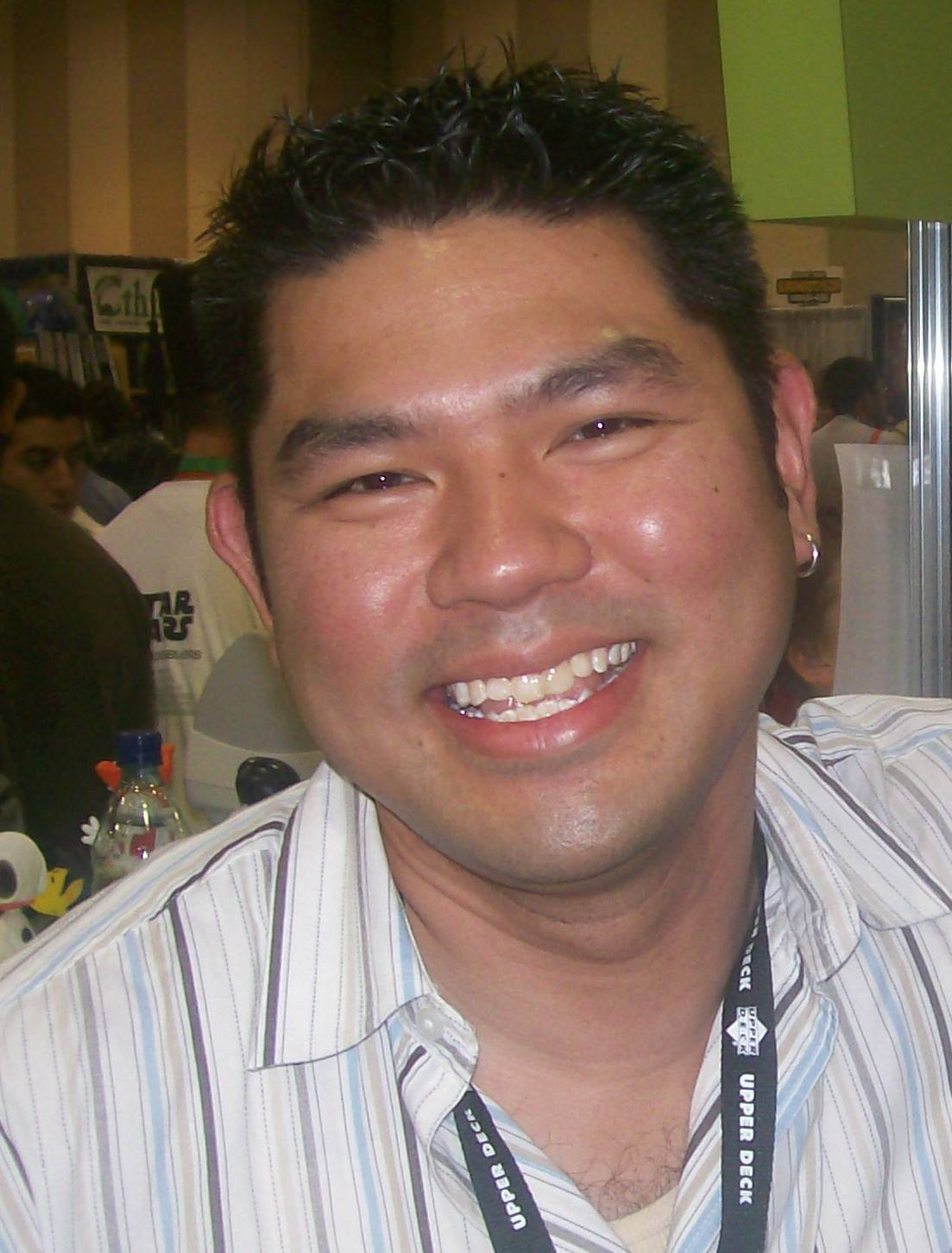
Happy Tree Friendsの制作者、Kenn Navarro

| 名前                   | 役職                                                                                   | 役歴          |
| ---------------------- | -------------------------------------------------------------------------------------- | ------------- |
| Kenn Navarro           | 監督・映像監督・作家・アニメーター・声優・脚本・作画・演出・絵コンテ・イラストレーター | 1999年~2023年 |
| Rhode Montijo          | 監督・描画監督・作家・声優                                                             | 1999年~2004年 |
| Aubrey Ankrum          | 監督・作家・ストーリーボードアーティスト・声優                                         | 1999年~2006年 |
| Warren Graff           | ストーリー考案・作家・声優                                                             | 2000年~2023年 |
| Ken Pontac             | ストーリー考案・作家・声優                                                             | 2004年~2023年 |
| Ziad Natshe            | アニメーター・ストーリーボードアーティスト                                             | 2000年~2002年 |
| Jeff Biancalana        | 作家・アニメーター・ストーリーボードアーティスト・声優                                 | 2001年~2005年 |
| David Winn             | 作家・アニメーター・声優                                                               | 2003年~2016年 |
| Alan Lau               | アニメーター・作家・監督・ストーリーボードアーティスト                                 | 2001年~2016年 |
| Jason Sadler           | アニメーター・作家・監督                                                               | 2001年~2016年 |
| Mark Fiorenza          | 作家                                                                                   | 2000年~2003年 |
| Brad Rau               | アニメーター・ストーリーボードアーティスト                                             | 2001年~2016年 |
| Roque Bollestros       | 作家・アニメーター・監督・ストーリーボードアーティスト                                 | 2001年~2016年 |
| Paul Allan             | 作家・アニメーター・ストーリーボードアーティスト                                       | 2000年~2016年 |
| Nica Lorber            | アニメーター・声優                                                                     | 2000年~2016年 |
| Michael "Lippy" Lipman | ストーリーボードアーティスト・アニメーター・監督・作家・声優                           | 2000年~2016年 |
| Peter Herrman          | ストーリーボードアーティスト・声優                                                     | 2000年~2016年 |
| Jim Lively             | 音響・音楽                                                                             | 2000年~2023年 |
| Francis Carr           | アーティスト・声優                                                                     | 2004年~2016年 |
| Jerome Rossen          | 音楽編集                                                                               | 2005年~2016年 |
| John Evershed          | 幹部プロデューサー                                                                     | 2000年~2016年 |
| Liz Stuart             | プロデューサー・声優                                                                   | 2000年~2016年 |

### 声優
現在はもう声優が役を務めていないキャラクターに関しては緑字で記す。
| 名前                    | 担当キャラクター                                     |
| ----------------------- | ---------------------------------------------------- |
| Kenn Navarro            | カドルス・フリッピー(非覚醒状態)・リフティ・シフティ |
| Rhode Montijo           | ランピー・スプレンディド                             |
| Dana Belben             | ギグルス・ペチュニア・カブ・ギグルスの母             |
| Warren Graff            | トゥーシー・ハンディ                                 |
| Nica Lorber             | フレイキー                                           |
| Michael "Lippy" Lipman  | ナッティー                                           |
| Liz Stuart              | スニッフルズ                                         |
| Ellen Connell、Lori Jee | ギグルス・ペチュニア・カブ                           |
| David Winn              | ランピー・スプレンディド                             |
| Peter Herrman           | ディスコ・ベアー                                     |
| Jeff Biancalana         | ラッセル                                             |
| Francis Carr            | ラッセル                                             |
| Mark Giambruno          | リフティ・シフティ                                   |
| Aubrey Ankrum           | ポップ・フリッピー(覚醒状態)                         |
| Ken Pontac              | 追加音声                                             |

## 受賞一覧
| 映画祭                                 | 受賞年 | 部門                             | 受賞作品名            | 賞               |
| -------------------------------------- | ------ | -------------------------------- | --------------------- | ---------------- |
| アヌシー国際アニメーション映画祭       | 2003   | インターネット短編アニメーション | Eye Candy             | 最優秀シリーズ賞 |
| アヌシー国際アニメーション映画祭       | 2007   | 大人向けアニメーションシリーズ   | From Hero To Eternity | 優秀シリーズ賞   |
| オタワ国際アニメーションフェスティバル | 2004   | インターネット短編アニメーション | Out On A Limb         | 金賞             |
| オタワ国際アニメーションフェスティバル | 2005   | インターネット短編アニメーション | Mole in the City      | 審査員特別賞     |
| オタワ国際アニメーションフェスティバル | 2007   | 大人向けテレビシリーズ           | Double Whammy Part 2  | 最優秀賞         |